# Teorema di corrispondenza
In algebra, in particolare in teoria dei gruppi e degli anelli, il teorema di corrispondenza mette in relazione i sottogruppi di un gruppo, quozientato ad un sottogruppo normale, ai sottogruppi che contengono sottogruppo normale stesso.
Il teorema dice infatti che i sottogruppi di {\displaystyle G} che contengono {\displaystyle N} (dove {\displaystyle N} è un sottogruppo normale in {\displaystyle G}) sono in biezione canonica con i sottogruppi del gruppo quoziente {\displaystyle G/N}.

## Il teorema
Sia {\displaystyle G} un gruppo e {\displaystyle N\trianglelefteq G} un suo sottogruppo normale. Allora la funzione {\displaystyle \pi :G\rightarrow G/N} proiezione canonica (definita come {\displaystyle \pi (g)=gN}, {\displaystyle \forall g\in G}) induce una biezione tra {\displaystyle h(G,N)=\{H\leq G|N\leq H\leq G\}} e {\displaystyle s(G/N)=\{NH\leq G/N\}}. Questa biezione è data da {\displaystyle \pi (H)=NH/N.} Inoltre tale biezione manda sottogruppi normali di {\displaystyle G} in sottogruppi normali di {\displaystyle G/N} e viceversa.

### Dimostrazione
{\displaystyle \pi } è certamente un omomorfismo di gruppi. Posso definire {\displaystyle \psi :s(G)\rightarrow s(G/N)} definita da {\displaystyle \psi (H)=\pi (H)}. Ho {\displaystyle \psi (H)=\{Nh|h\in H\}=NH/N} è sottogruppo di {\displaystyle G/N}. Inoltre si verifica facilmente che se {\displaystyle N\leq H} allora {\displaystyle NH=H} da cui {\displaystyle \psi (H)=H/N}. Per suriettività di {\displaystyle \pi } necessariamente {\displaystyle \psi \circ \psi ^{-1}=id_{s(G/N)}}. Calcolo {\displaystyle \psi ^{-1}\circ \psi |_{h(G,N)}(H)=\psi ^{-1}(H/N)=\{g\in G|Ng=Nh,\exists h\in H\}=\{g\in G|g\in NH=H\}=H}. Questo dimostra che {\displaystyle \psi |_{h(G,N)}} cioè la restrizione di {\displaystyle \psi } a {\displaystyle h(G,N)} è biezione, da cui la tesi. Si può verificare direttamente che tale funzione preserva la normalità dei sottogruppi.

### Esempi
- Sia {\displaystyle (\mathbb {Z} ,+)} il gruppo additivo degli interi. I sottogruppi del gruppo quoziente {\displaystyle \mathbb {Z} /n\mathbb {Z} } sono in biezione con i sottogruppi di {\displaystyle \mathbb {Z} } che contengono {\displaystyle n\mathbb {Z} }, cioè tutti gli {\displaystyle m\mathbb {Z} } con {\displaystyle m} che divide {\displaystyle n}. Quindi i sottogruppi di {\displaystyle \mathbb {Z} /n\mathbb {Z} } sono tutti e i soli {\displaystyle m\mathbb {Z} /n\mathbb {Z} } con {\displaystyle m} che divide {\displaystyle n}.

## Anelli
È facile vedere che il teorema si può facilmente estendere agli anelli:
Sia {\displaystyle I\trianglelefteq R} un ideale allora la proiezione canonica induce una biezione tra gli ideali di {\displaystyle R} che contengono {\displaystyle I} e gli ideali di {\displaystyle R/I}.